# أنخيل ميخياس
أنخيل ميخياس (بالإسبانية: Ángel Jesús Mejías) هو لاعب كرة قدم إسباني في مركز حراسة المرمى، ولد في 1 مارس 1959 في Tembleque, Spain ‏ في إسبانيا. لعب مع أتلتيكو مدريد ب وأتلتيكو مدريد ورايو ماخاداهوندا ونادي ديبورتيفو طليطلة.